# Encore (klädmärke)
Encore är ett svenskt klädmärke grundat 1998 av Mattias Sahlin. Han startade klädmärket efter att ha rest runt i världen och surfat och åkt snowboard i flera år efter gymnasiet. Encore lanserar funkiga, surfinspirerade kläder i ett land som Sahlin ansåg präglades av grått och stelt mode. Encore var ett av de första miljömedvetna street/surfmärkena. Alla plaggen sys i Europa och många av kläderna är gjorda i organisk odlad bomull.